# Vaudebarrier
Vaudebarrier è un comune francese di 271 abitanti situato nel dipartimento della Saona e Loira nella regione della Borgogna-Franca Contea.

## Società

### Evoluzione demografica
Abitanti censiti